# Plecoptera major
Plecoptera major là một loài bướm đêm trong họ Erebidae.